# Anna Walerjewna Archipowa
Anna Walerjewna Archipowa (russisch Анна Валерьевна Архипова, * 27. Juli 1973 in Stawropol, Sowjetunion) ist eine ehemalige russische Basketballspielerin, die auf der Position der Point Guard spielte. Während ihrer aktiven Karriere spielte sie für verschiedene Vereine, darunter Dinamo Wolgograd, UMMC Jekaterinburg, Mijava (Slowakei), Delta Košice (Slowakei), Polpharma VBW Gdynia (Polen), Dinamo Moskau und Reyer Venedig (Italien). Mit UMMC Jekaterinburg gewann sie 2003 die EuroLeague Women.
Auf internationaler Ebene war Archipowa ein  Mitglied der russischen Nationalmannschaft. Sie gewann bei den Olympischen Spielen 2004 in Athen die Bronzemedaille und sicherte sich bei der Weltmeisterschaft 2002 in China die Silbermedaille. Zudem wurde sie 2003 Europameisterin und erreichte 2001 den zweiten Platz bei der Europameisterschaft.
Nach ihrem Rücktritt vom aktiven Sport im Jahr 2004 begann Archipowa eine Trainerkarriere. Sie arbeitete als Assistenztrainerin bei Spartak Moskau von 2005 bis 2015 und war von 2016 bis 2017 Assistenztrainerin der russischen Nationalmannschaft. Während ihrer Trainerlaufbahn gewann sie mehrere Titel, darunter die EuroLeague Women (2007–2010) und die russische Meisterschaft (2007, 2008).
Archipowa war mit Schabtai Kalmanowitsch (1947–2009) verheiratet, einem russischen Geschäftsmann und Basketballmäzen.